# Amazing Tater
Az Amazing Tater (Japánban Puzzle Boy II (パズルボーイII) néven ismert) egy az Atlus által Game Boy-ra kiadott ügyességi játék. A játékban nincs mentés, helyette minden pályának van egy jelszava. A Kwirk folytatása.

## Játékmenet
A játékosnak egy burgonyát kell a pálya végére juttatnia amin különböző akadályok vannak. Ládák eltolásával a játékos befedheti a lyukakat és így áthaladhat rajtuk. Különböző alakú ládák és különböző alakú lyukak is vannak.